# Topografía festoneada
La topografía festoneada (el término original utilizado en inglés es "scalloped topography") es una configuración particular del terreno del planeta Marte, consistente en la presencia de grupos de suaves depresiones que conforman un paisaje característico repleto de sinuosas huellas redondeadas. Es común en las latitudes medias, entre los 45° y los 60° de latitud norte y sur. Está particularmente presente en las regiones de Utopia Planitia en el hemisferio norte, y de Peneus y Amphitrites Paterae en el hemisferio sur.

## Morfología
Esta topografía consta de depresiones superficiales sin perfiles marcados, con bordes ondulados, generalmente denominadas como "depresiones festoneadas" o sencillamente "festones". Pueden estar aisladas o presentarse en cúmulos, y en ocasiones aparececen como estructuras coalescentes.
Los festones presentan normalmente decenas de metros de profundidad y desde unos pocos cientos a unos pocos miles de metros de diámetro. Pueden ser casi circulares o alargados. Algunos parecen haber coalescido causando la formación de extensos terrenos repletos de depresiones conectadas entre sí.
Los festones habitualmente muestran una pendiente suave en su lado orientado al ecuador y un escalón más pronunciado en el lado opuesto. Esta asimetría es probablemente debida a diferencias de insolación. Se piensa que estas depresiones se forman por la extracción del material del subsuelo, posiblemente hielo intersticial por un fenómeno de sublimación (transición directa de un material de sólido a la fase gaseosa sin etapa líquida intermedia). Este proceso todavía puede estar dándose actualmente. La importancia de esta topografía para la futura colonización de Marte es que puede señalar la presencia de depósitos de hielo puro.

## Formación
Un estudio publicado en la revista Icarus, encontró que la formación de la topografía festoneada puede ser producida por la pérdida de hielo de agua del subsuelo por sublimación bajo las actuales condiciones del clima marciano, a lo largo de periodos de decenas de miles de años. Se piensa que las depresiones podrían originarse a partir de pequeñas hendiduras del terreno (como impactos de aerolitos), oscurecimientos locales de la superficie, zonas de erosión, o grietas de contracción térmica. Las grietas son comunes en las zonas de terreno helado en la Tierra. Su modelo pronostica que estas depresiones festoneadas se desarrollan cuando el terreno incluye cantidades grandes de hielo puro hasta muchas decenas de metros de profundidad. En consecuencia, pueden servir como indicadores de grandes depósitos de hielo puro. El hielo en y alrededor de las zonas de topografía festoneada no es hielo intersticial del terreno, sino que probablemente tiene una pureza del 99%, como determinó la misión Phoenix.
El Radar Subsuperficial (SHARAD) a bordo del Mars Reconnaissance Orbiter (que puede detectar capas ricas en hielo solo cuando tienen un grosor de más de 10–20 metros sobre áreas amplias) ha descubierto hielo en regiones de topografía festoneada.
Se sigue trabajando en los detalles de la formación de topografía escalonada. Un estudio publicado en 2016 en Icarus propone un proceso en cinco pasos.
1. Cambios Importantes en la inclinación del planeta cambiaron su clima, provocando la formación de un manto helado.
2. Varias condiciones causan que el manto se derrita o evapore.
3. El agua del deshielo se filtra en la tierra, al menos a la profundidad de las depresiones festoneadas.
4. La congelación y el derretimiento del hielo produce nuevas masas de hielo (lentejones de hielo).
5. Con otro cambio de inclinación del planeta y de su clima, las masas de hielo se subliman, formándose las depresiones festoneadas.[18]

En Utopia Planitia, una serie de crestas curvilíneas paralelas a la pendiente están grabadas sobre la superficie de grandes depresiones festoneadas, posiblemente representando etapas diferentes de la erosión de las pendientes. Recientemente, otros investigadores han adelantado la idea de que las crestas representan las partes superiores de los estratos del terreno. A veces la superficie alrededor del terreno festoneado muestra un aspecto "estampado", caracterizado por un patrón regular de fracturas poligonales. Estos patrones indican que la superficie ha experimentado tensiones, quizás causadas por subsidiencia, desecación, o contracción térmica. Tales patrones son comunes en áreas periglaciares en la Tierra. Terrenos festoneados en Utopia Planitia muestran patrones poligonales característicos de medidas diferentes: pequeños (aproximadamente 5–10 m) en las pendientes, y más grandes (30–50 m) en los terrenos circundantes. Estas diferencias de escala pueden indicar variaciones locales en las concentraciones de hielo del terreno.

## Detección de hielo subterráneo

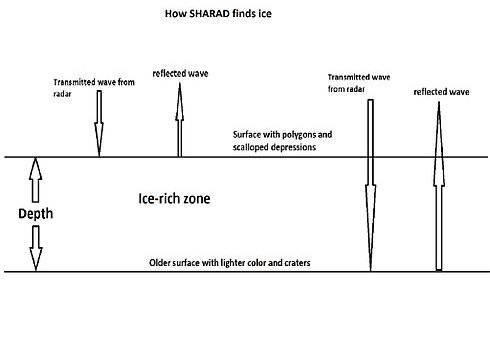
SHARAD detecta el hielo midiendo los ecos de radar de la superficie y de una superficie baja más profunda. La profundidad de la capa más baja se comprobó mediante las imágenes HiRISE de las depresiones de la superficie.

El 22 de noviembre de 2016, la NASA informó de que había encontrado una gran cantidad de hielo subterráneo en la región Utopía Planitia de Marte. El volumen de agua detectado ha sido estimado como equivalente al agua contenida en el lago Superior.
Los cálculos para el volumen de hielo de agua en la región se basaron en medidas realizadas por el radar a bordo del Mars Reconnaissance Orbiter, llamado SHARAD. 
A partir de los datos obtenidos por el SHARAD, se pudo determinar la “permitividad dieléctrica”, o la constante dieléctrica, calculándose la cantidad de penetración del radar por su reflejo en el fondo de la capa rica en hielo. La profundidad del reflejo se estableció examinando fotografías de alta resolución de las distintas ubicaciones, dado que ciertos lugares presentan huecos o ventanas en la capa rica en hielo, donde los mapas topográficos tomados por el MOLA permiten medir directamente su profundidad.  La parte superior de la capa rica en hielo mostró polígonos, depresiones festoneadas, y cráteres desenterrados, todos ellos considerados indicadores de la presencia de hielo.
En el fondo de las zonas vacías aparece una superficie totalmente diferente, de un color distinto y llena de cráteres; coincidiendo con el reflejo visualizado en los ecos del radar.
La constante dieléctrica, promediada sobre el área entera resultó ser de 2.8. El hielo de agua sólido tiene una constante dieléctrica de 3.0-3.2. La roca basáltica habitual sobre la superficie de Marte tiene una constante de 8. Así que utilizando un esquema ternario según un artículo publicado por Ali Bramson et al., los investigadores estimaron que la capa rica en hielo era una mezcla compuesta de un 50-80% de hielo de agua, de un 0-30% de contenido pedregoso, y de una porosidad del 15-50%.

## Galería

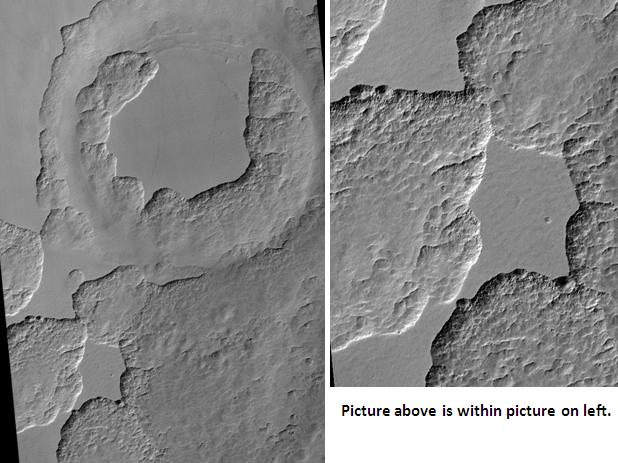
Terreno festoneado en Peneus Patera (imagen HiRISE). Este terreno es bastante común en algunas áreas de Marte.
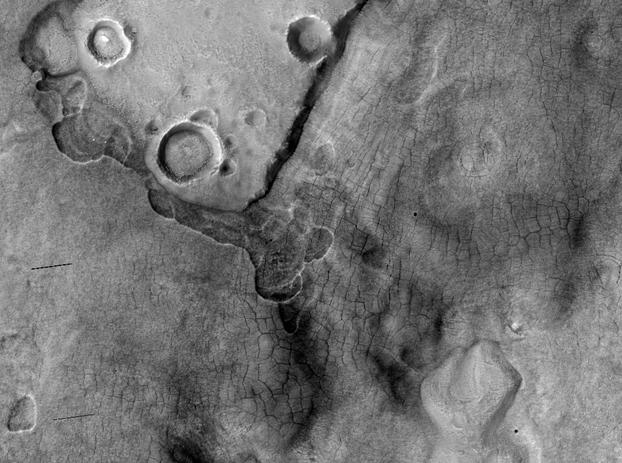
Formas periglaciales en Utopia (imagen HiRISE).
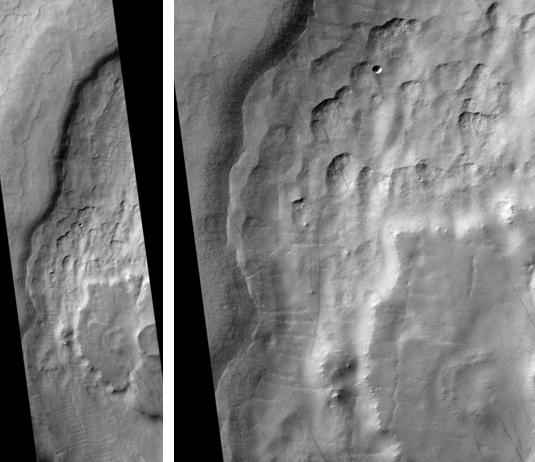
Mad Vallis (HiRISE). Detalle.
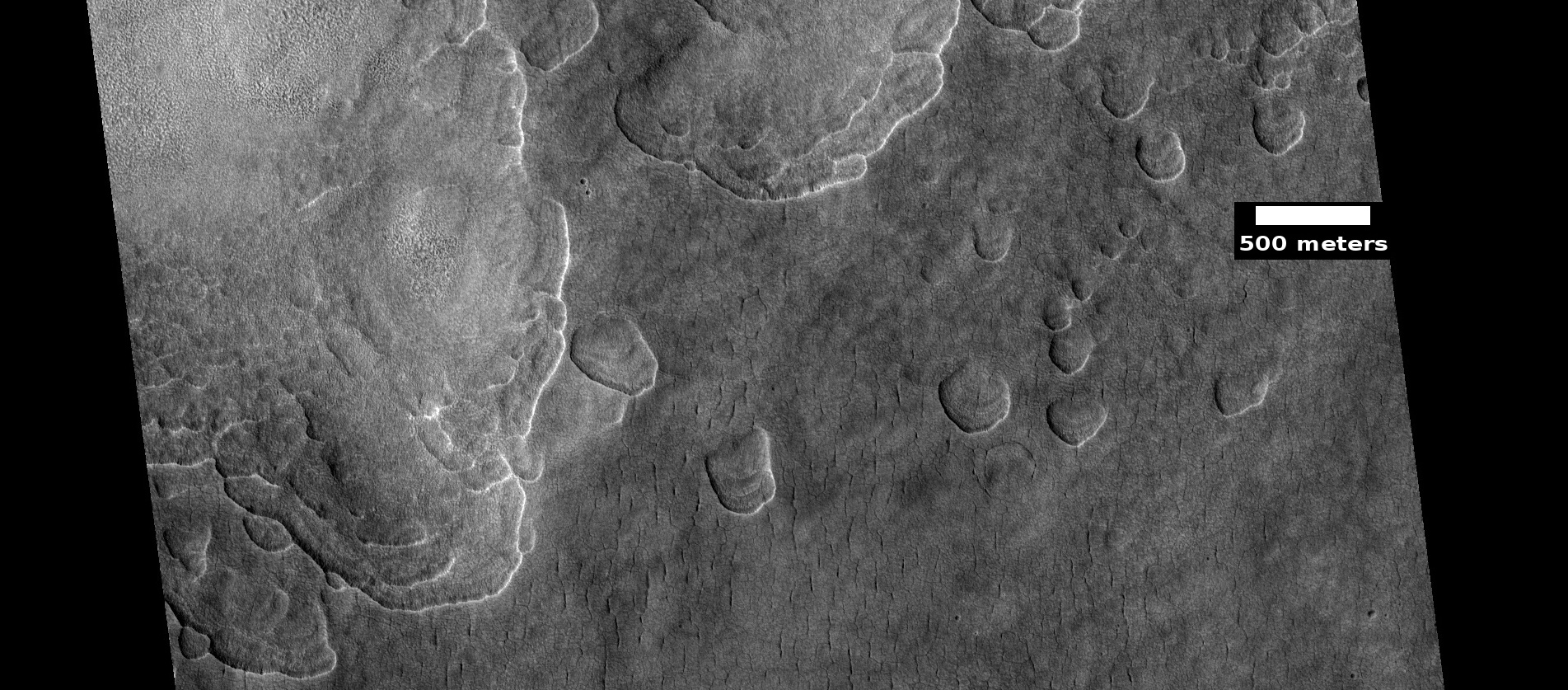
Topografía festoneada (imagen HiRISE).
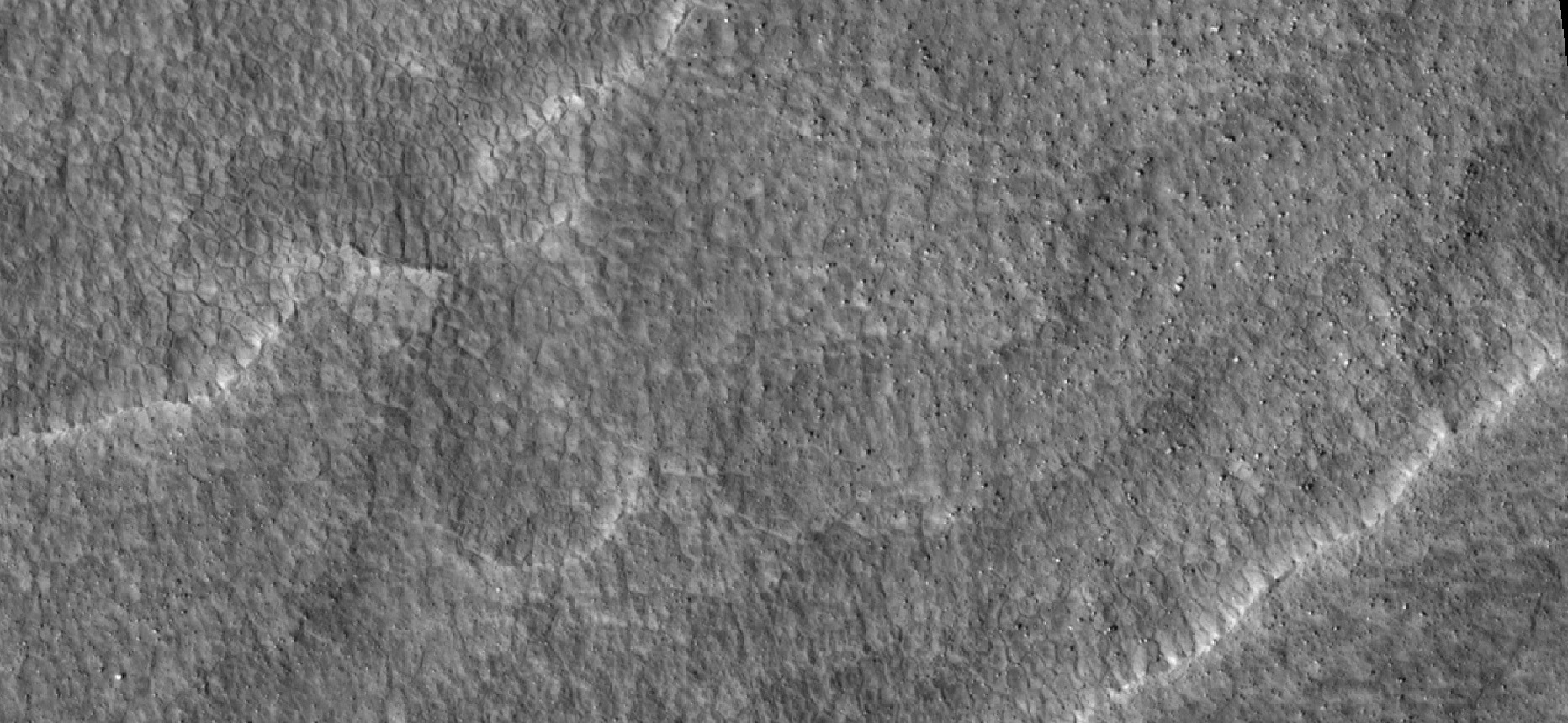
Detalle de un terreno festoneado (imagen HiRISE). La superficie está dividida en polígonos; que son formas comunes donde el suelo se congela y se deshiela.
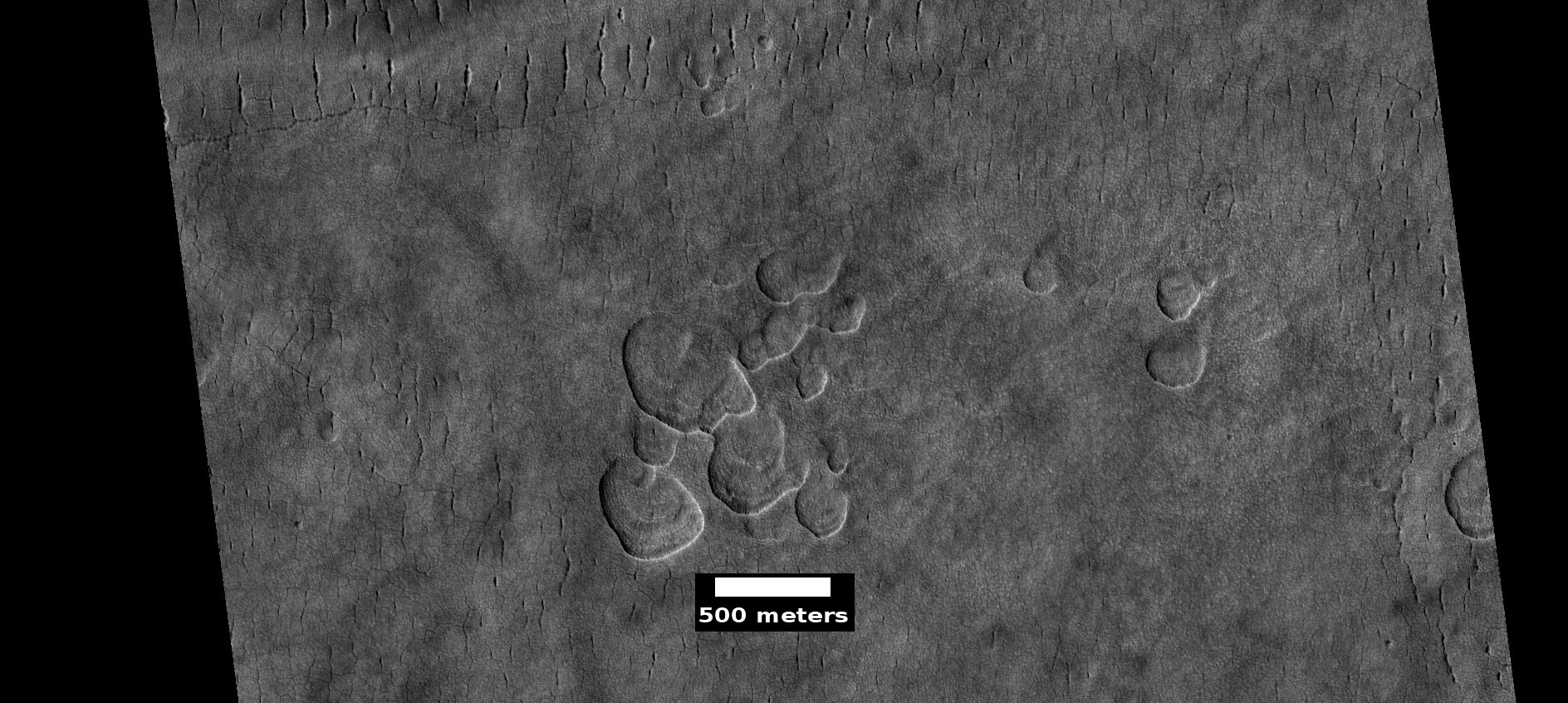
Otra vista de una zona festoneada (imagen HiRISE).
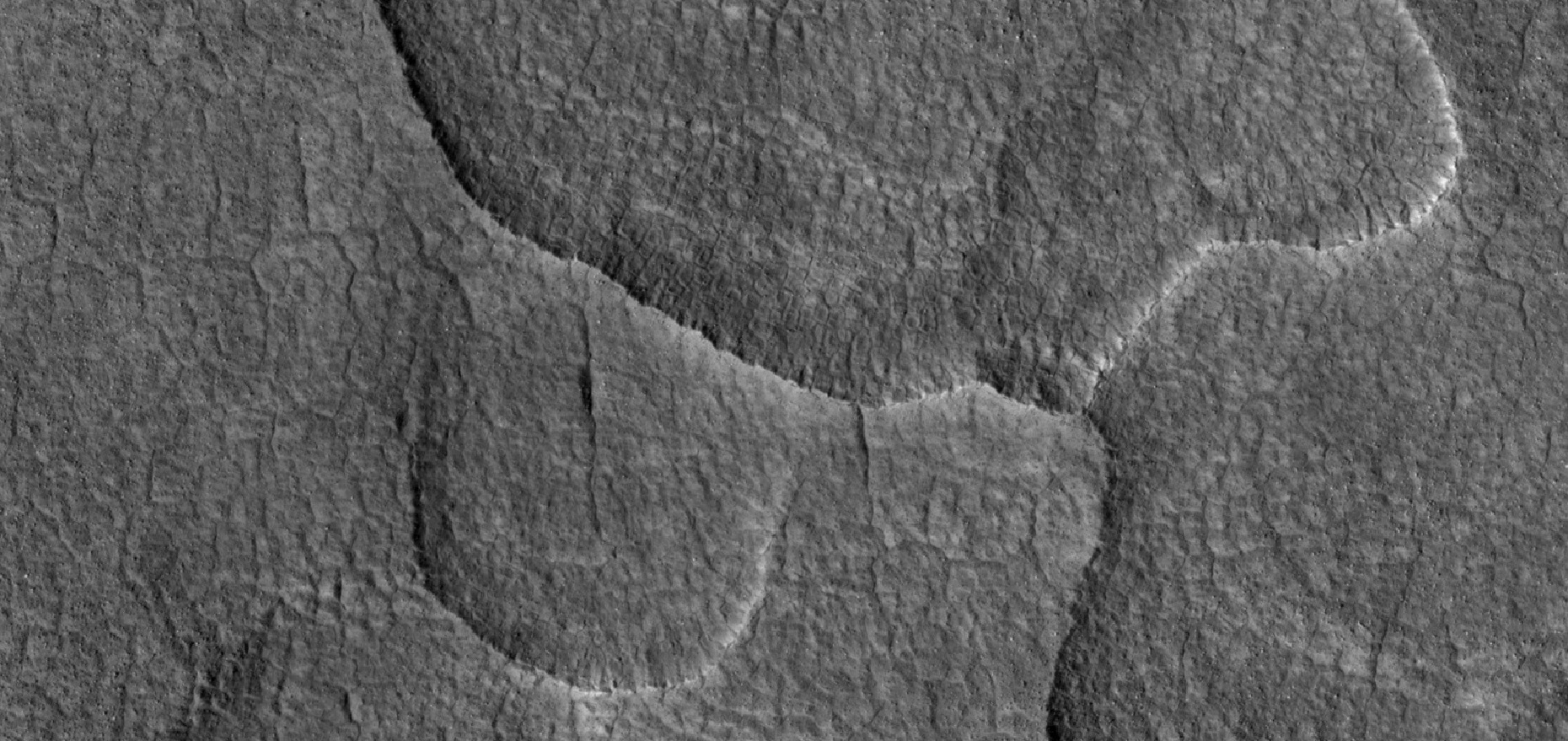
Superficie dividida en polígonos (imagen HiRISE).
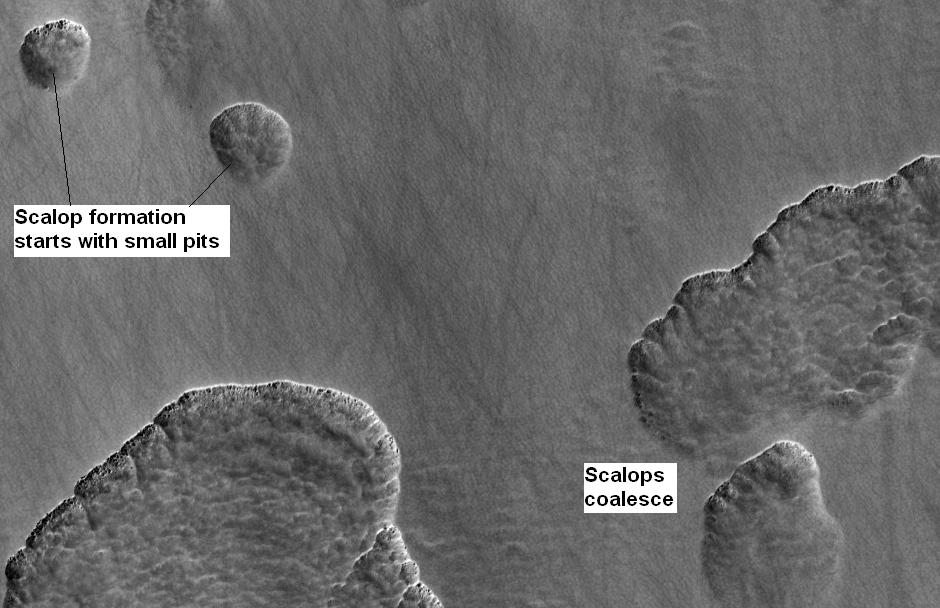
Etapas en formación de un festón en el cuadrángulo Hellas (imagen HiRISE).
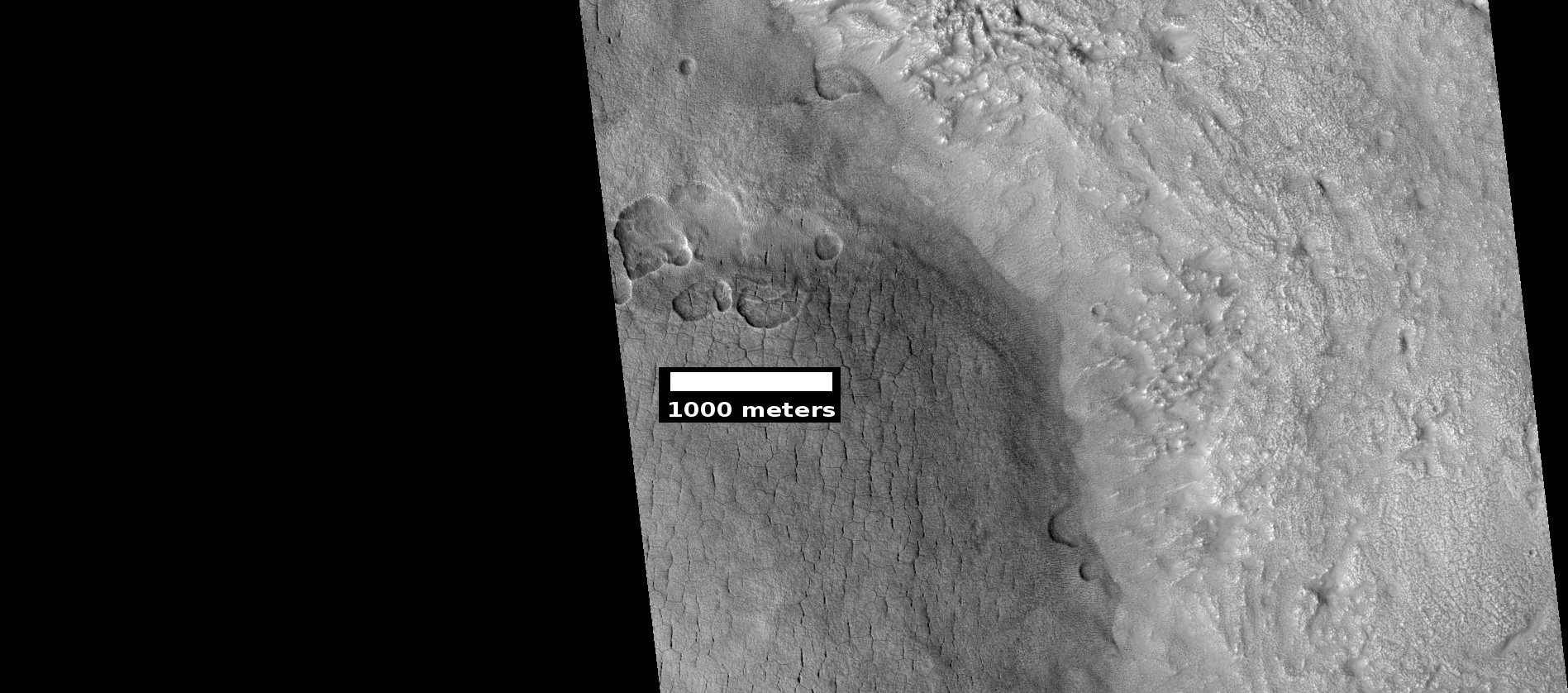
Polígonos y festones periglaciales (imagen HiRISE).
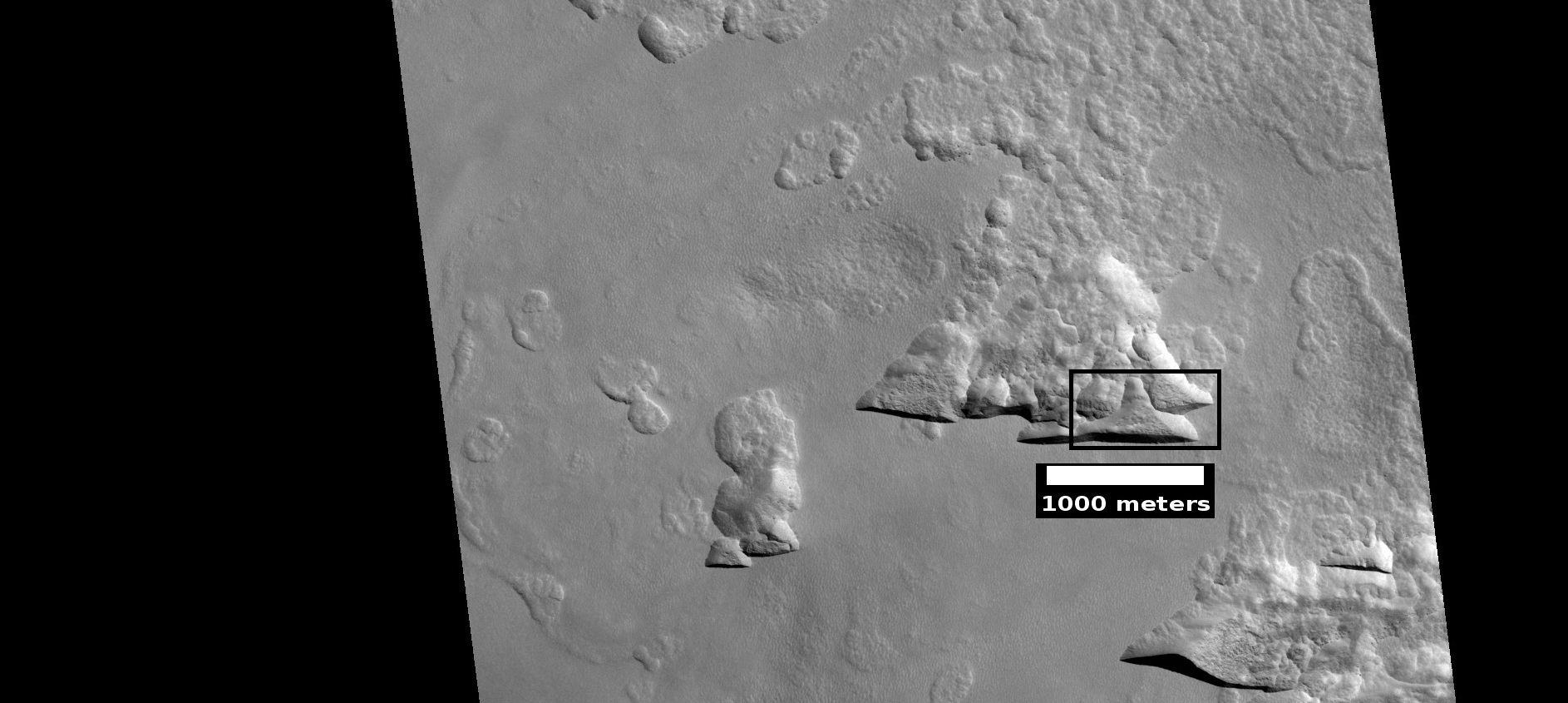
Variación del terreno festoneado en depresiones con paredes del sur rectas (imagen HiRISE). El rectángulo indica la parte ampliada en las imágenes siguientes.
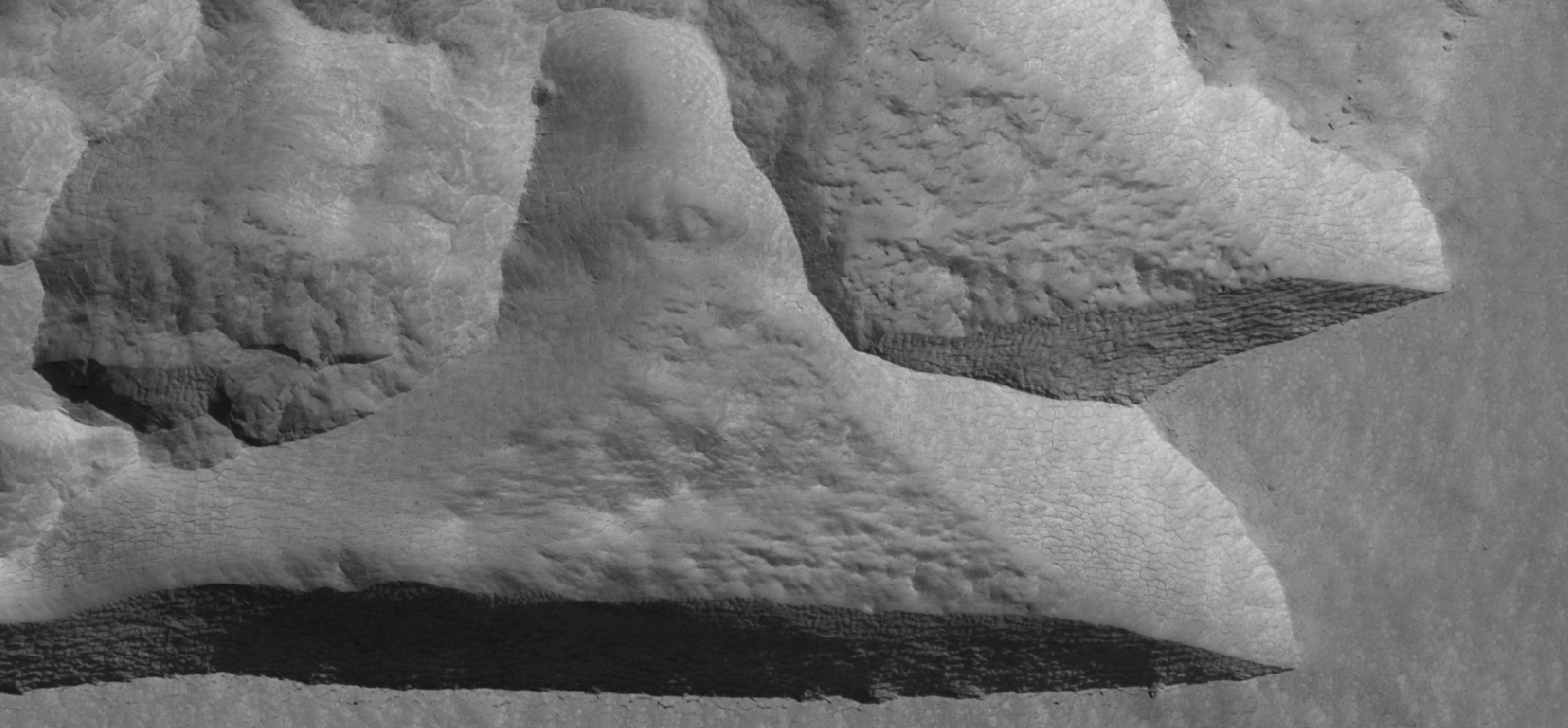
Ampliación de la depresión amurallada en recta (imagen HiRISE). La pared del sur es más oscura que la pared del norte.
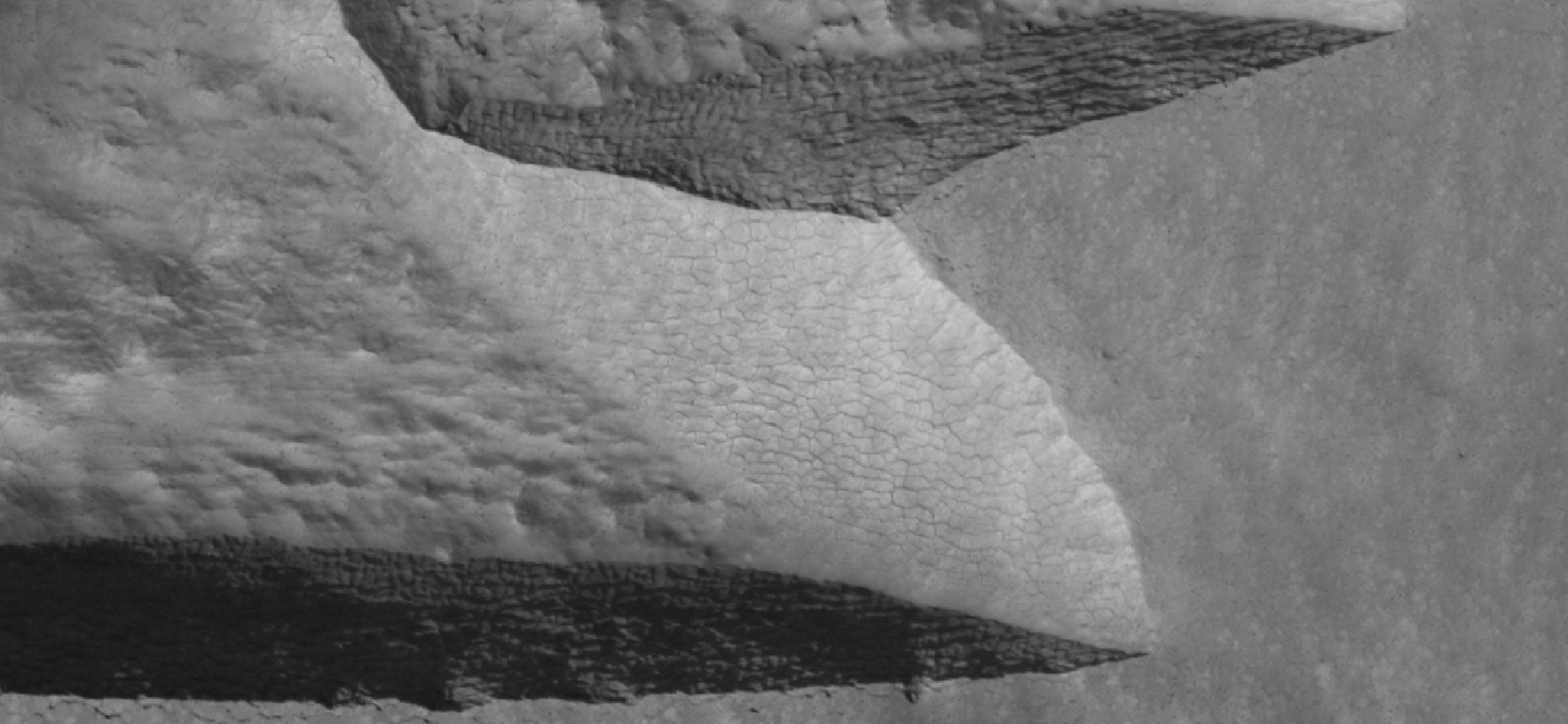
Ampliación más detallada de la imagen anterior (imagen HiRISE).

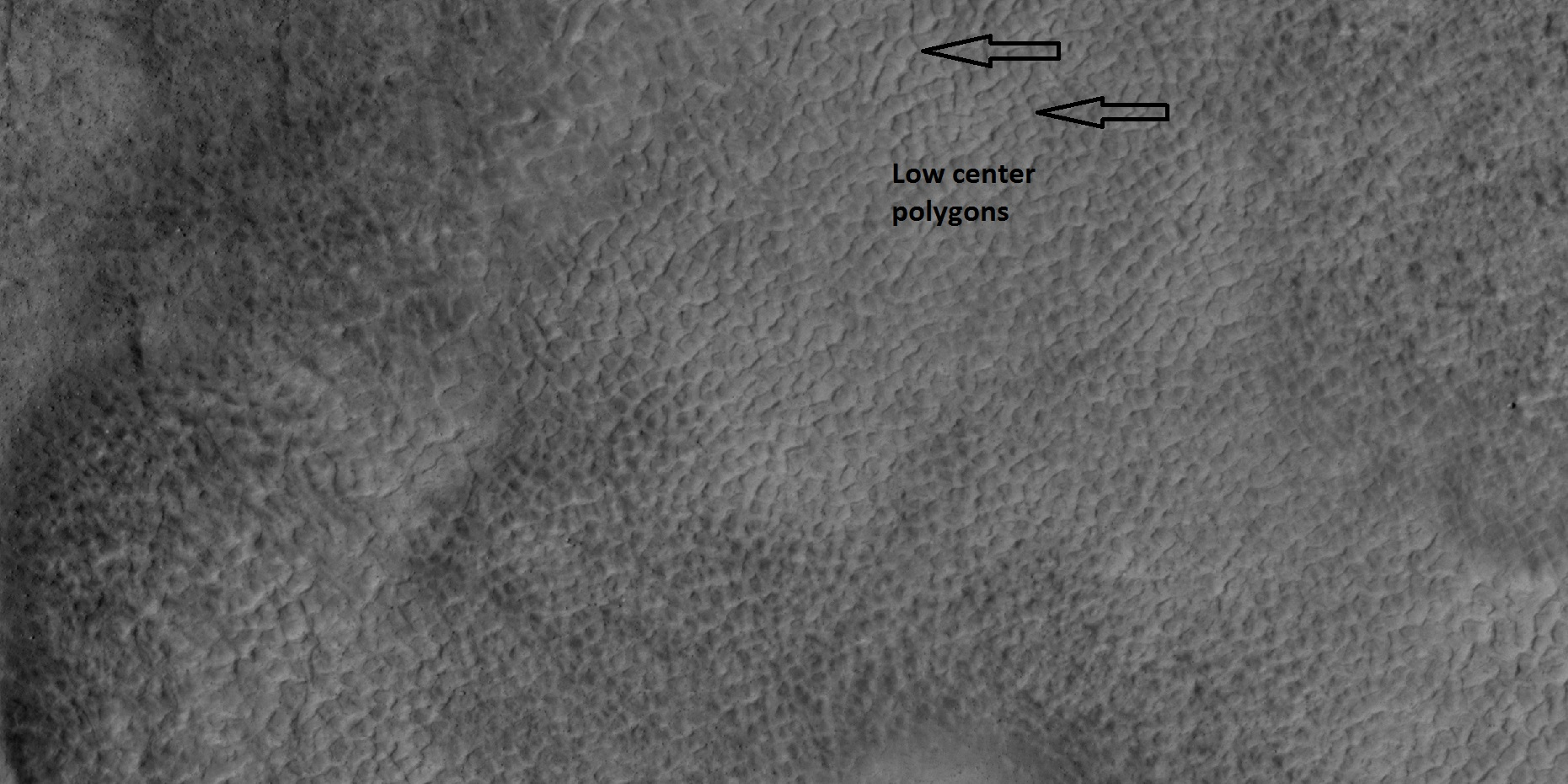
Polígonos de centro bajo, mostrados con flechas (imagen HiRISE).
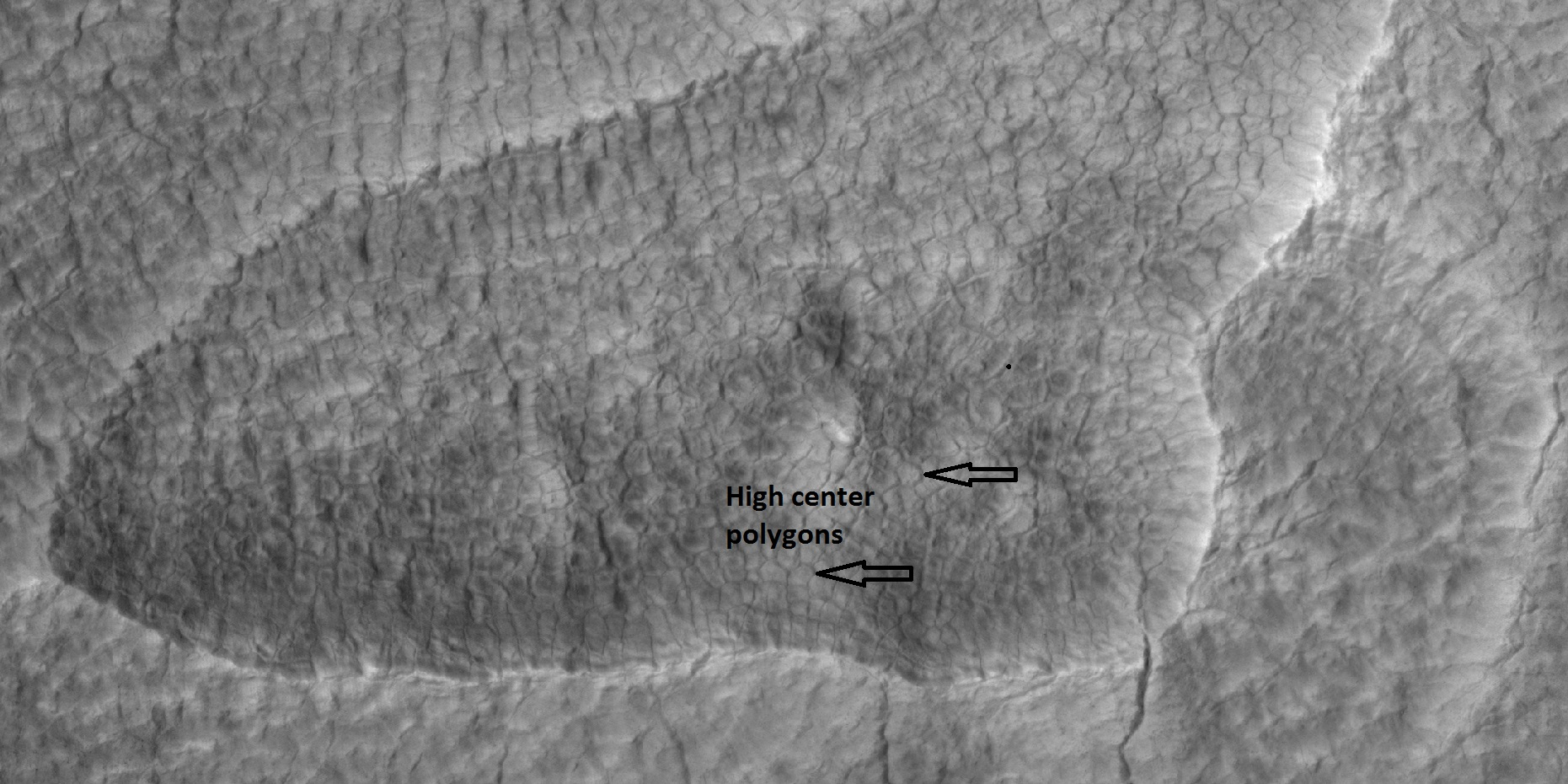
Polígonos de centro alto, mostrados con flechas (imagen HiRISE).
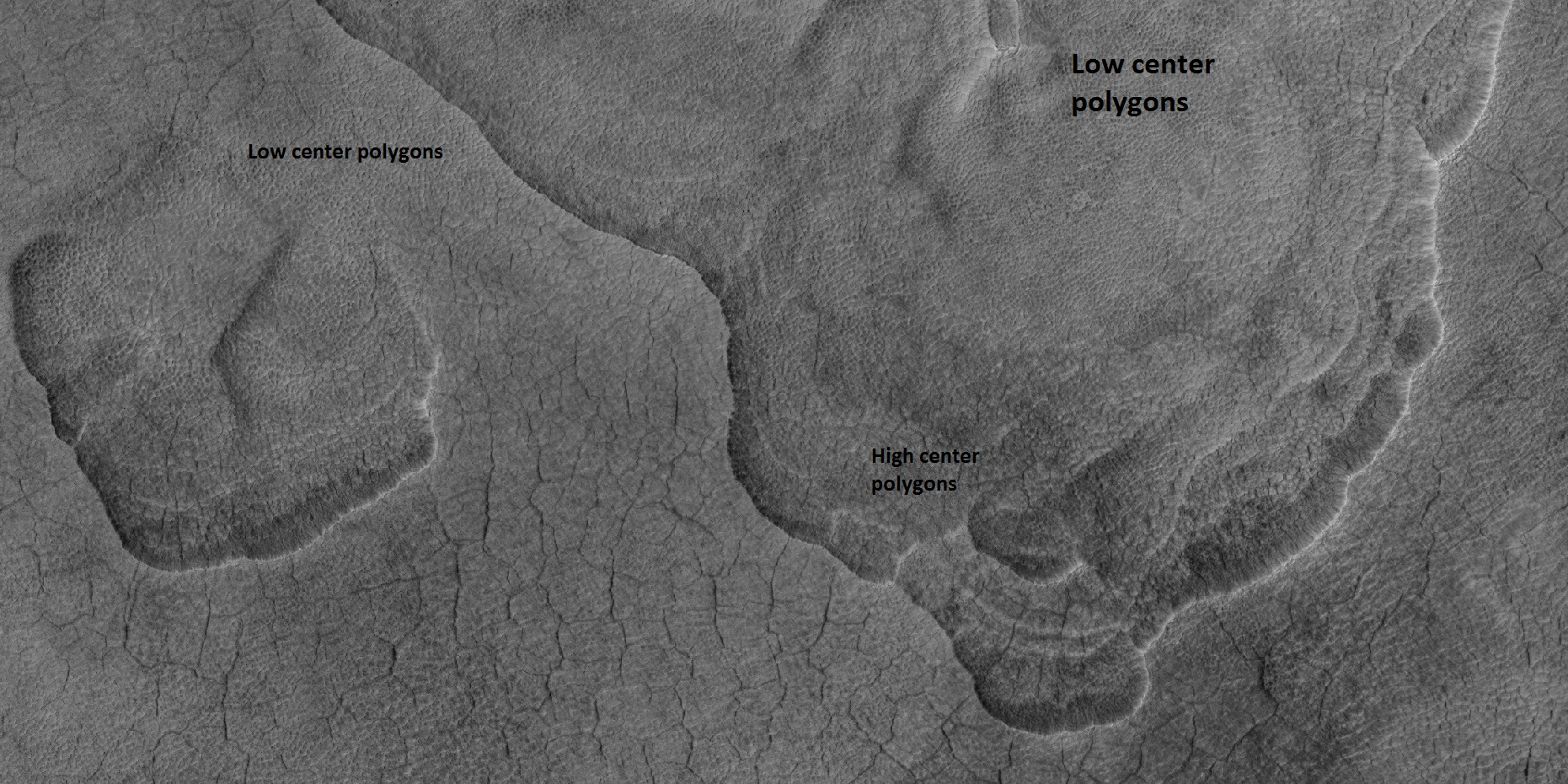
Terreno festoneado marcado con los polígonos anteriores (imagen HiRISE).